# Ilha da Torotama
Ilha da Torotama är en ö i Brasilien.   Den ligger i delstaten Rio Grande do Sul, i den södra delen av landet, 1 800 km söder om huvudstaden Brasília.
Trakten runt Ilha da Torotama består huvudsakligen av våtmarker. Runt Ilha da Torotama är det glesbefolkat, med 9 invånare per kvadratkilometer.